# قناة صفا الفضائية
قناة صفا الفضائية هي قناة فضائية إسلامية حوارية، تُبَث باللغة العربية، موجهة إلى الناطقين بالعربية حول العالم، تقوم القناة ببث العديد من البرامج الحوارية بين مذهب أهل السنة والجماعة ومذهب الشيعة الإمامية، عن طريق العديد من البرامج الحوارية والإخبارية.
تهدف إلى القيام بدور الإعلام في خدمة قضايا الأمة، والسعي إلى ترسيخ مفاهيم الهوية الحضارية الإسلامية، وعلى رأسها التوحيد، والدفاع عن ثوابتها، والرد على شبهات أصحاب الفرق والمذاهب الهدامة. إضافة إلى النهوض بالإعلام الهادف والمسؤول، كأحد أهم ركائز تقدم وتطور الأمة الإسلامية.
أما بعض الأطراف الدينية والسياسية فقد اتهمت القناة بالطائفية، إذ تم إغلاقها على قمر النايل سات لمدة أسبوعين ومن ثم عادت للبث من جديد.

## أهداف القناة
من أهداف القناة:
1. الدعوة إلى الله تبارك وتعالى.
2. التصدي للفرق والمذاهب الهدامة.
3. إنشاء منظومة إعلامية هادفة.

## تاريخ البث
بدأت القناة بثها التجريبي في 14 سبتمبر 2008 على إحدى أقمار عرب سات، وبدأت بثها على الموقع المداري 7.0° غربًا (نفس أقمار نايل سات) في مايو 2009، توقف البث على عرب سات في نوفمبر 2011، لكن استمر على نايل سات ومازال كذلك حتى الآن، خلال هذه الفترة تعرض البث لعدّة إيقافات رسمية حكومية ولكن كان يعود بعد زوال المانع.

### عودة القناة للبث على النايل سات
بعد إيقاف امتد لمدة 3 شهور من قبل وزير الإعلام المقال من الحكومة المصرية أنس الفقي للقنوات الإسلامية بالنايل سات وهي قناة الناس وقناة الخليجية وقناة الحافظ للقران الكريم والسنة وقناة صفا وقناة وصال وقناة آيات وقناة الأثر وقناة الرحمة، عادت هذه القنوات للظهور بعد ثورة 25 يناير في مصر التي اسقطت النظام المصري، عادت للظهور على قمر نايل سات يوم 11 فبراير بعد 3 شهور، علما ان بعضها استمرت على اقمار اخر مثل صفا ووصال على تردد 10992. واحتفل منسوبي القناة مع جمهورهم ومحبيهم بالعودة على التردد 10757 عمودي.

## برامج القناة
تبث القناة مجموعة من البرامج من أهمها:
- هنا الأحواز.
- وجهًا لوجه.
- برمجة التشيع «تحقيق صحفي وثائقي».
- الشيعة من هم؟.
- الطريق إلى كربلاء.
- شاهد من..
- التوحيد «وثائقي».
- مواجهة online.
- بيوت من زجاج.
- منهاج السنة.
- الحقيقة.
- قبعات وعمائم «وثائقي».
- من القلب إلى القلب.
- نافذة على إيران.
- منبر صفا.
- فنجان قوة.
- إحنا معاك.
- أولو العلم.
- لا تغلق الباب.
- وحدة الأمة.
- كلمة سواء.
- قرار إزالة.

## وصلات خارجية
- موقع القناة الرسمي